# 毛瓣山姜
毛瓣山姜（学名：Alpinia malaccensis）为姜科山姜属下的一个种。

## 扩展阅读
- 維基物種上的相關：毛瓣山姜